# Franz de Paula III. Reichsfürst Kinsky

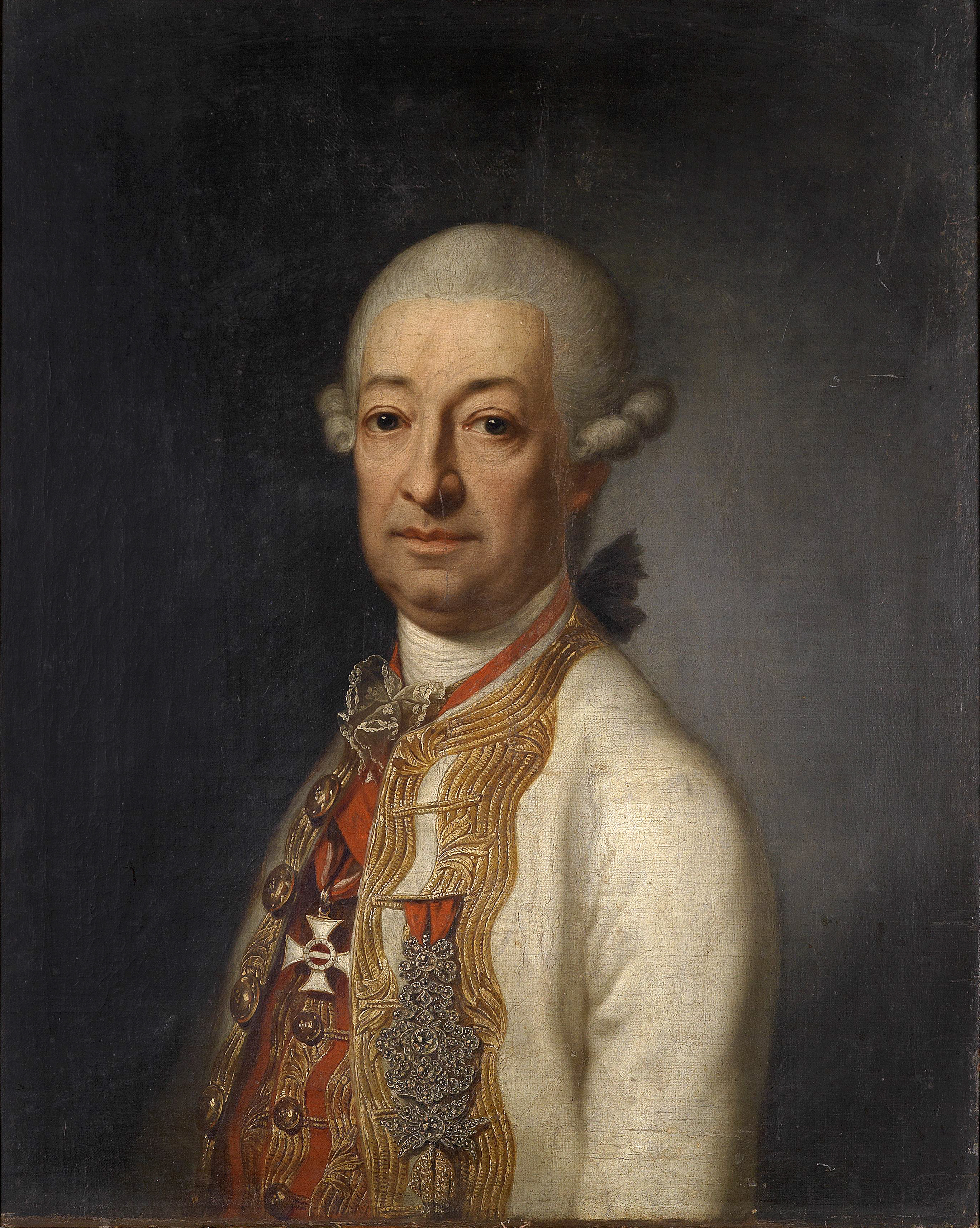
Franz de Paula mit dem Kommandeurskreuz des Maria-Theresia-Ordens

Franz de Paula Ulrich III. Reichsfürst Kinsky von Wchinitz und Tettau (* 23. Juni 1726 in Slonitz im Königreich Böhmen; † 19. Dezember 1792 in Prag) war ein Adeliger und kaiserlicher Feldmarschall der österreichischen Armee.

## Leben

### Jugend und militärische Karriere
Franz de Paula Ulrich Johann Nepomuk Joseph Wenzel Gabriel von Kinsky war der dritte Sohn des Diplomaten Philipp Joseph Graf Kinsky und dessen Gattin Marie Karoline Gräfin von Martinitz. Dem Wunsche seines Vaters folgend, trat er nach abgeschlossenen Studien zunächst in den Staatsdienst ein und arbeitete mit dem Titel eines Hofrats bei der Justizbehörde.   
Nach dieser Zeit folgte Franz de Paula seinen Neigungen und bewarb sich bei der Armee. Am 10. Februar 1754 trat er in das Regiment Colloredo ein und wurde ein Jahr später (1755) zum Oberst in diesem Regiment befördert. Er nahm erfolgreich an den Schlachten des Siebenjährigen Krieges (1756 in der Schlacht bei Lobositz und 1757 in der siegreichen Schlacht bei Kolin) teil. In der Schlacht bei Kolin befehligte er das Infanterie-Regiment Botta und wurde im Kampf schwer verwundet. Wegen seiner Tapferkeit und militärischen Verdienste wurde Franz de Paula bereits am 7. März 1758 mit dem Ritterkreuz des erst neu gegründeten Maria-Theresien-Orden ausgezeichnet und ein Jahr später zum Feldmarschall ernannt. Kaum von seiner Verwundung genesen, nahm er am 14. Oktober 1758 an der für Österreich siegreichen Schlacht bei Hochkirch teil, in welcher er sich durch besondere Tapferkeit auszeichnete. Im Jahre 1759 wurde der Fürst zum Feldmarschall-Lieutenant befördert und bei der Feldartillerie angestellt. Im Jahre 1761 erhielt er als Kommandeur das Infanterie-Regiment Nr. 36. Danach machte er eine steile militärische Karriere: 1766 wurde er zum General-Feldzeugmeister ernannt. Und im Jahre 1772 wurde er nach dem Tode von Joseph Wenzel Liechtenstein (* 1696, † 1772) Generaldirektor der Artillerie. Für seine großen militärischen Verdienste wurde ihm 1771 von Maria Theresia  der Orden des Goldnen Vlies verliehen, und am 18. März 1778 erhielt er von der Kaiserin die kaiserliche Feldmarschallswürde. Er wurde von Maria Theresia, ähnlich wie bereits sein Vater, für seine Dienste außerordentlich geschätzt. Im Jahre 1779 ging Franz de Paula in den Ruhestand und hielt sich überwiegend auf seinen Gütern in Böhmen auf.

### Vermögensverhältnisse
Nach dem Tod seines Vaters († 1749) erbte Franz de Paula ein beträchtliches Vermögen in Mittelböhmen mit Mittelpunkt der Herrschaft Böhmisch Kamnitz, die bereits seit 1614 den Kinskys gehörte. Während seiner Militärlaufbahn gelang es ihm, das Familienvermögen beträchtlich zu vergrößern. Er erwarb Häuser in Wien und Prag, kaufte einige Landgüter in Böhmen. Das Palais Kinsky am Altstädter Ring in Prag erwarb die Familie 1768, später wurde es zum Mittelpunkt der Familie Kinsky. In Zolldorf, Chotzen, sowie anderen Gebieten von Nordböhmen kaufte Franz de Paula ebenfalls zahlreiche Güter. Franz de Paula starb am 19. Dezember 1792 in Prag.   
Nachdem sein Vetter Franz Joseph II. Reichsfürst Kinsky (* 1726, † 1752) unerwartet früh verstarb, erbte er auch den Reichsfürstentitel (als Franz de Paula III. Reichsfürst Kinsky) und einen beträchtlichen Allodialbesitz.

## Nachkommen
Am 12. September 1749 heiratete Franz de Paula Maria Sidonia Theresia von Hohenzollern-Hechingen (1729–1815), eine Tochter des Generalfeldmarschalls Hermann Friedrich von Hohenzollern-Hechingen. Aus der Ehe gingen zwei Söhne hervor: 
- Philipp Joseph (* 14. Februar 1750; † 1751)
- Joseph Ernst (* 12. Januar 1751 in Wien; † 11. August 1798 in Prag) im Jahre 1777 ⚭ Maria Rosa von Harrach (* 25. November 1758; † 31. März 1814)